# 렐루 서점

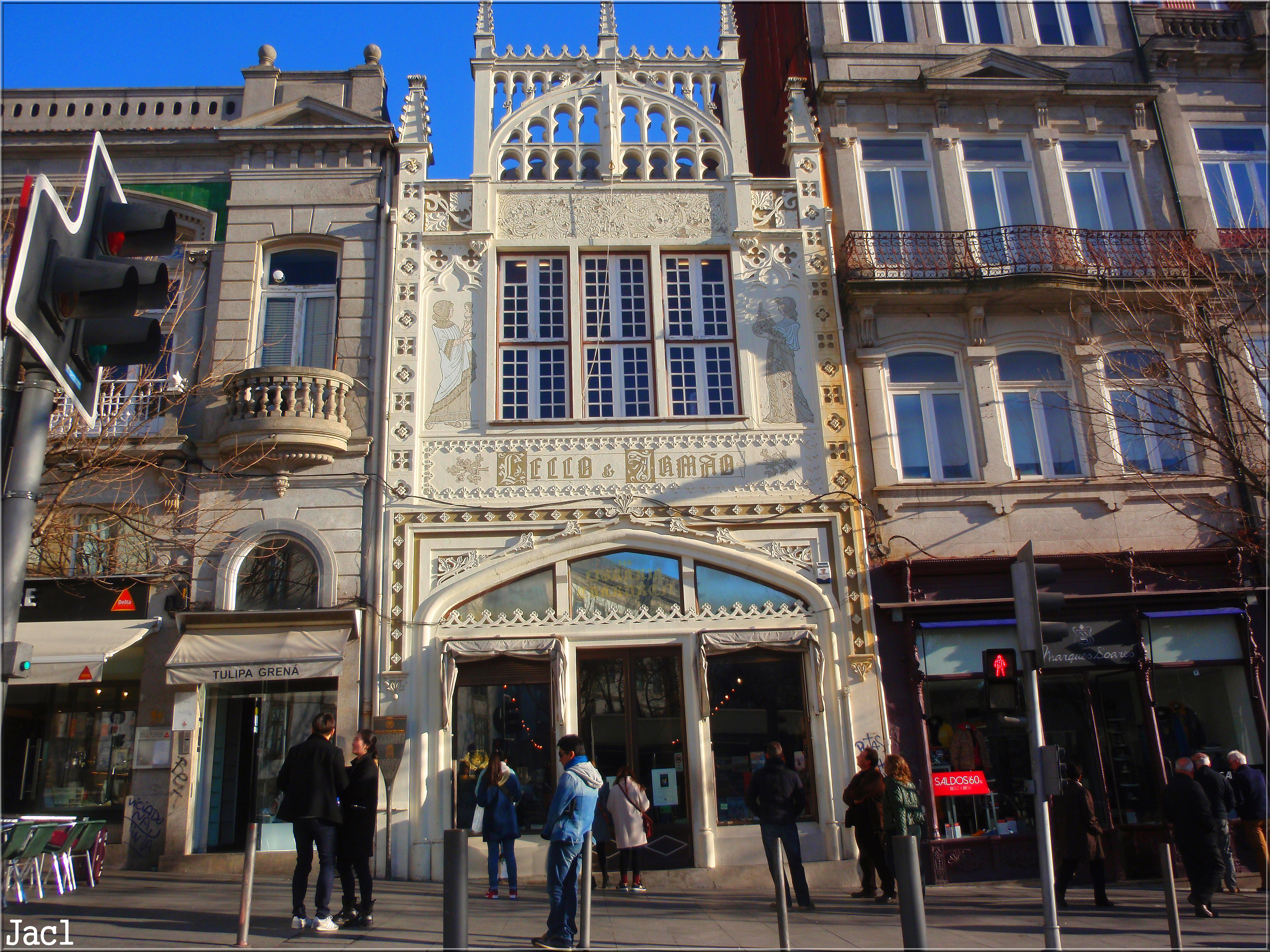
렐루 서점 외관

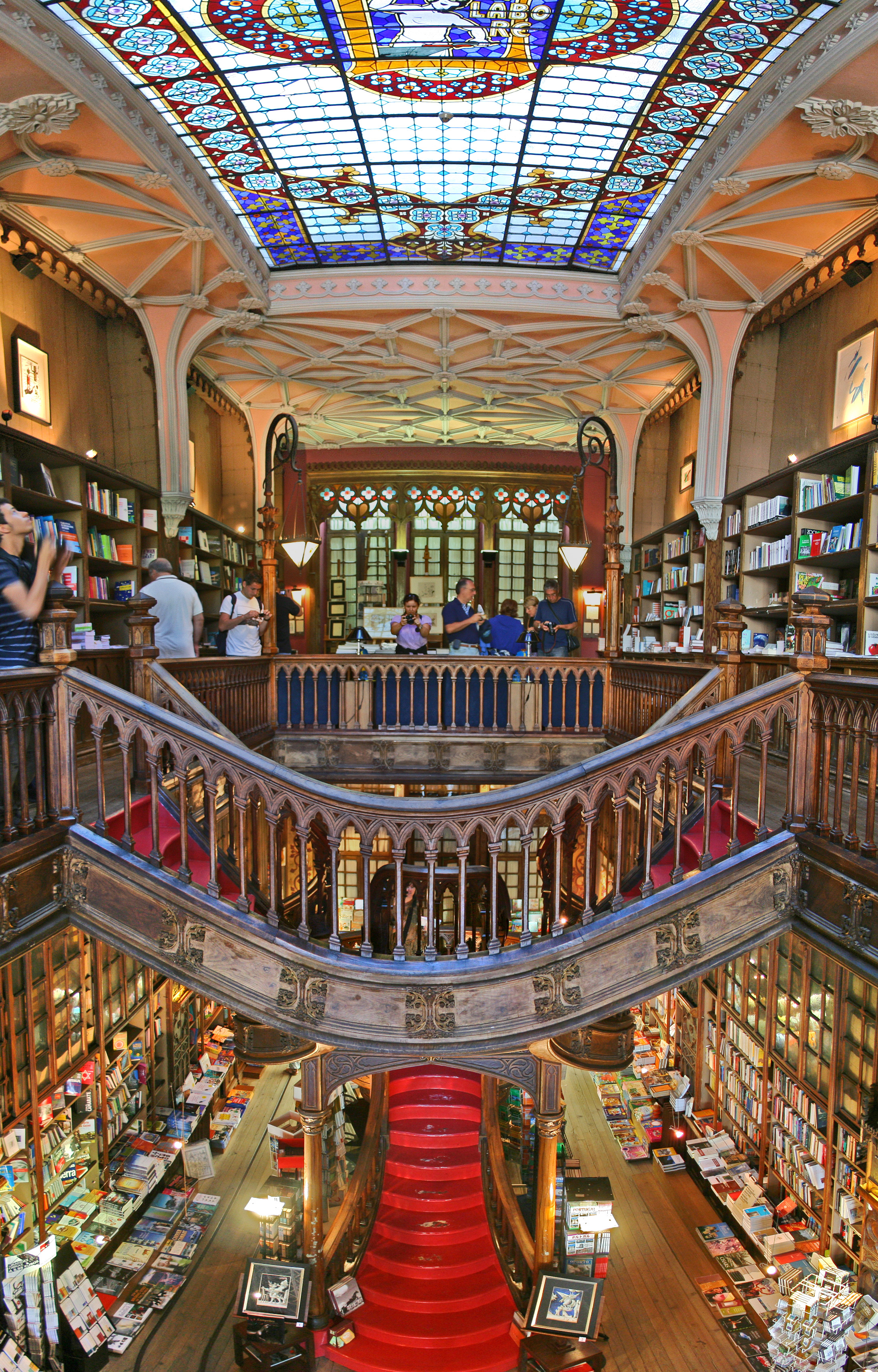
렐루 서점 내부

렐루 서점(포르투갈어: Livraria Lello)은 포르투갈 포르투에 있는 서점이다. 포르투갈에서 가장 오래된 서점 중 하나로, 세계 최고의 서점 중 하나로 자주 평가된다.